# Manuel de la Cruz y Fernández
Manuel de la Cruz y Fernández (La Habana, 1861-Nueva York, 1896) fue un escritor, crítico y periodista cubano.

## Biografía
Nació el 17 de septiembre de 1861 en La Habana. Al estallar en 1895 la guerra de Cuba, abandonó La Habana y se instaló en Nueva York, centro de las operaciones políticas y militares del Comité Revolucionario Cubano. Falleció en Nueva York el 19 de febrero de 1896 y fue enterrado en el cementerio de Greenwood. Se instaló un monumento en su recuerdo en el paseo del Prado de La Habana.
Descrito por Pedro Pablo Figueroa como «un prosista único como colorista en Cuba y en la América», fue autor de títulos como Reminiscencias y paisajes, Ismael, Brenda, Tres caracteres, Cromitos cubanos, Episodios de la revolución cubana, Mármol contra granito, Raza de color, El problema social en Cuba y Vida de Ignacio Agramonte.
Usó seudónimos como «Isaías», «Juan Sincero», «Juan de los Guásimas» y «Bonifacio Sancho» y colaboró en publicaciones periódicas como La Nación de Buenos Aires, El País y la Revista Cubana, además de en La Habana Elegante, El Fígaro, El Cubano, El Almendares, La Ilustración Cubana y  El Porvenir de Nueva York.